# Araschnia ypsilon
Araschnia ypsilon är en fjärilsart som beskrevs av Krombach 1916. Araschnia ypsilon ingår i släktet Araschnia och familjen praktfjärilar. Inga underarter finns listade i Catalogue of Life.